# Canebière (chanson)
Pour l’article homonyme, voir Canebière.
Canebière est une chanson française écrite en 1935 par René Sarvil (paroles) et Vincent Scotto (musique), créée par le chanteur Alibert dans l'opérette Un de la Canebière. La chanson célèbre l'avenue la plus fameuse du cœur de Marseille, la Canebière.

## La chanson
Son refrain est  :
« On connaît dans chaque hémisphère

Notre Cane-Cane-Cane-Canebière…

Et partout elle est populaire

Notre Cane-Cane-Cane-Canebière !

Elle part du vieux port et sans effort

Coquin de sort, elle exagère…

Elle finit au bout de la terre

Notre Cane-Cane-Cane-Canebière ! »

## Œuvres dans lesquelles la chanson est reprise
- Un de la Canebière, film de René Pujol (1938)
- Trois de la Canebière, film de Maurice de Canonge (1955)